# هارون پوترای پرلیس
تونکو سید هارون پوترا ابن المرحوم سید حسن جمال اللیل (به جاوی: توانکو سید هارون ڤوترا ابن المرحوم سید حسن جمال اللیل) (زاده ۲۵ نوامبر ۱۹۲۰ – درگذشته ۱۶ آوریل ۲۰۰۰) سومین یانگ دی پرتوان آگونگ مالایا و بعد مالزی از ۲۱ سپتامبر ۱۹۶۰ تا ۲۰ سپتامبر ۱۹۶۵ و ششمین راجه پرلیس از ۴ دسامبر ۱۹۴۵ تا ۱۶ آوریل ۲۰۰۰ بود.

## در آغاز کار
وی فرزند سید حسن بن سید محمود جمال اللیل (۱۸۹۷ – ۱۸ اکتبر ۱۹۳۵)، وارث سلطنت پرلیس از همسرش، وان ته بنت ون اندوت (۱۸۹۸ – ۲۷ دسامبر ۱۹۵۲) بود. وی در آراو متولد شد و در مدرسه آراو مالایی و بعداً در مدرسه آزاد پنانگ بین سالهای ۱۹۳۷ و ۱۹۳۹ تحصیل کرد. در سن ۱۸ سالگی، وی به خدمات اداری پرلیس پیوست و در شاخه قضایی مشغول خدمت شد. او در سال ۱۹۴۰، به کوالالامپور منتقل شد تا به عنوان دادستان دوم در دادگاه کیفری خدمت کند.

## اختلاف جانشینی پرلیس
چهارمین راجا در پرلیس، سید علوی ابن سید صافی جمال الله (متولد ۱۸۸۱؛ سلطنت ۱۹۰۵–۱۹۴۳) بدون فرزند بود. با این حال، او چندین برادر ناتنی داشت که برای تصدی مقام وارث با هم رقابت می‌کردند. جانشینی تاج و تخت پرلیس اتوماتیک نبود و یک وارث باید توسط شورای ایالتی نیز مورد تأیید می‌بود.
پدربزرگ پدری سید پوترا، سید محمود (درگذشت ۱۹۱۹)، بزرگترین پسر سید صافی ابن المرحوم سید علوی جمال الله (حاکم سوم) بود. وی همچنین برادر ناتنی راجا سید علوی بود. وی تا سال ۱۹۱۲ به عنوان راجا مودا کار می‌کرد و در سال ۱۹۱۷ در الور ستار، کداح محکوم و زندانی شد. دو سال بعد، او در الور ستار درگذشت. در ۶ دسامبر ۱۹۳۴، پسر سید محمود، سید حسن، توسط شورای دولتی به عنوان وارث انتخاب شد. با این حال، سید حسن در ۱۸ اکتبر ۱۹۳۵ درگذشت.
در ۳۰ آوریل ۱۹۳۸، شورای دولتی سید پوترا (پسر سید حسن) را به عنوان وارث برگزید. این انتخاب با مخالفت سید حمزه، برادر ناتنی کوچکتر راجا سید علوی و نایب رئیس شورای دولتی و با استدلالات اسلامی همراه شد. با این وجود حاکمان استعماری انگلیس از سید پوترا حمایت کردند.

## اشغال ژاپنی‌ها
با شروع جنگ جهانی دوم، راجا سید علوی به کوالا کنگسر پراک عقب‌نشینی کرد. وی در ۲۸ دسامبر ۱۹۴۱ به پرلیس بازگشت اما بسیار بیمار بود و امور دولتی توسط سید حمزه انجام می‌شد. سید پوترا در آن زمان در دادگستری در کوالالامپور خدمت می‌کرد و توسط سلطان موسی غیاث الدین ریاات شاه سلانگور به وی توصیه شده بود که در آنجا بماند. راجا سید علوی در اول فوریه ۱۹۴۳ در آراو درگذشت و یک روز بعد، قبل از تشییع جنازه، با موافقت فرماندار نظامی ژاپن کدا و پرلیس، سید حمزه پنجمین سلطان پرلیس اعلام شد.
سید پوترا و خانواده اش تا ۱۵ مه ۱۹۴۲ هنگامی که به پرلیس بازگشت در کلانگ ماندند. او در خانه ای در نزدیکی ایستگاه راه‌آهن آراو زندگی می‌کرد و ماهیانه ۹۰ دلار کمک هزینه از راجا سید علوی دریافت می‌کرد اما این امر با مرگ او متوقف شد. در ۲۹ مارس ۱۹۴۵ او به کلانتان، محل تولد همسر خود مهاجرت کرد و مشغول به فروش کیک شد.

## بازگشت انگلیسی‌ها
اداره نظامی انگلیس (BMA) تحت فرماندهی لرد لوئیس مونت باتن از به رسمیت شناختن سید حمزه به عنوان راجا امتناع ورزید. در ۱۸ سپتامبر ۱۹۴۵، سید حمزه استعفا داد. وی به تایلند تبعید شد و در ۲۰ فوریه ۱۹۵۸ در آراو درگذشت.
در ۴ دسامبر ۱۹۴۵ انگلیسی‌ها سید پوترا را به عنوان ششمین راجا از پرلیس اعلام داشتند. وی به پرلیس بازگشت و ۱۲ مارس ۱۹۴۹ آغاز به کار نمود.

## اتحادیه مالایا
راجا سید پوترا به معاهده اتحادیه مالایا اعتراض کرد به این دلیل که با معاهده ۱۹۳۰ انگلیس-پرلیس که قدرت حکمرانی را به شورای راجا می‌دهد، مغایرت داشت. با این حال اعتراض وی رد شد. متعاقباً مانند دیگر حاکمان مالایی، راجا سید پوترا پیمان اتحادیه مالایا را لغو کرد.

## انتخاب به عنوان معاون پادشاه
سید پوترا توسط فرمانروایان مالایی به عنوان معاون یانگ دی پرتوان آگونگ برگزیده شد و از ۱۴ آوریل ۱۹۶۰ تا زمان مرگ سلطان حسام الدین عالم شاه در ۱ سپتامبر ۱۹۶۰ در این سمت خدمت کرد.

## انتخاب به عنوان پادشاه
راجا سید پوترا به عنوان سومین یانگ دی پرتوان آگونگ از مالایای مستقل انتخاب شد و از ۲۱ سپتامبر ۱۹۶۰ مشغول به کار گشت. وی در ۴ ژانویه ۱۹۶۱ در ایستانا نگارا اقامت گزید. در ۱۶ سپتامبر ۱۹۶۳ با اعلام فدراسیون مالزی متشکل از مالایا، بورنئو بریتانیا، ساراواک و سنگاپور، وی یانگ دی پرتوان آگونگ مالزی شد. وی دوره مسئولیت خود را در ۲۰ سپتامبر ۱۹۶۵ به پایان رساند. پسرش تونکو سید سراج الدین نیز به عنوان یانگ دی پرتوان آگونگ انتخاب شد و پس از مرگ صلاح الدین (سلطان سلانگور)، از سال ۲۰۰۱ تا ۲۰۰۶ خدمت کرد.

## دوران پادشاهی
در سپتامبر ۱۹۶۳، مالزی تشکیل شد و تونکو سید پوترا به عنوان آخرین پادشاه مالایا، اولین پادشاه مالزی و تنها پادشاه مالایی که سنگاپور در تاریخ معاصر داشته‌است، شناخته شد.
دوران ریاست سید پوترا به عنوان یانگ دی پرتوان آگونگ با تقابل اندونزیایی بین مالزی تازه تأسیس و همسایه بزرگتر آن، اندونزی شناخته می‌شد. وی پیشنهاد داد تا در پایان دوره مسئولیت خود به عنوان یانگ دی پرتوان آگونگ باقی بماند تا تنش‌ها برطرف شود، اما این پیشنهاد توسط نخست‌وزیر وقت تونکو عبدالرحمن رد شد.
وی به عنوان یانگ دی پرتوان آگونگ، به معالجه صحیح خود و اعضای خاندان‌های سلطنتی توجه داشت. این، محصول بیماری مرموز و مرگ سلطان حسام الدین عالم شاه، سلف وی بود.
استادیوم نگارا، ساختمان پارلمان، موزه ملی نگارا، فرودگاه بین‌المللی سوبانگ، مسجد نگارا و اسکله‌های تنگه کلانگ، در دوران وی بنا شدند که نشان از اهتمام وی بر آبادانی و گسترش مالزی داشت.
اما اوضاع همیشه به کام سلطان نبود. سید پوترا از اینکه جدا شدن سنگاپور از مالزی باید در ۹ اوت ۱۹۶۵، فقط سه هفته قبل از جشن استقلال، و حدود یک ماه قبل از ترک دفتر انجام شود بسیار برآشفته بود.

## پس از پادشاهی، مرگ و تشییع جنازه
سید پوترا به تون ماهاتیر محمد در طی دوران نخست‌وزیری اش مشاوره می‌داد. وی در ۱۶ آوریل ۲۰۰۰ در انستیتوی ملی قلب کوالالامپور در اثر حمله قلبی درگذشت. در آن زمان او عنوان طولانی‌ترین دوره پادشاهی در جهان را از ۱۹۸۹ و با مرگ فرانتس یوزف دوم لیختن اشتاین در اختیار داشت. وی در آرامگاه سلطنتی در آراو، پرلیس به خاک سپرده شد.

## زندگی خانوادگی
تونکو سید پوترا دو بار ازدواج کرد:
1. در سال ۱۹۴۱ به بدریه بنت اسماعیل از سلطان نشین پاتانی در تایلند ازدواج کرد. او مادر یانگ دی پرتوان آگونگ پسین، سراج الدین پرلیس است.
2. در سال ۱۹۵۲ با چه پوان ماریام ۱۹۲۴ – ۱۹۸۶ ازدواج نمود و از او دارای سه پسر و یک دختر ظد. او تایلندی، اهل بانکوک و مسلمان بود.[۲۴]

## جوایز و تقدیرها

### نشان‌های پرلیس
- پرلیس:
  -  دریافت کننده نشان خانوادگی شاهزاده بزرگ، سید پوترا جمال اللیل
  -  شوالیه بسیار محترم بزرگ (داتو سری ستیا) (۴٫۱۲٫۱۹۹۵)
  -  فرمانده بزرگ نشان تاج پرلیس

### نشان‌های مالایی
- مالزی (به عنوان یانگ دی پرتوان آگونگ ۱۹۶۰–۱۹۶۵):
  -  نشان سلطنتی مالزی - (۱۹۶۶، پس از سلطنت)
  -  فرمانده اعظم نشان تاج پادشاهی (۱۹۶۰–۱۹۶۵)
  -  فرمانده بزرگ نشان مدافع قلمرو (۱۹۶۰–۱۹۶۵)
  -  فرمانده بزرگ نشان خانواده سلطنتی مالزی (از ۳ تا ۲۰ سپتامبر ۱۹۶۵)
- فدراسیون مالایا:
  -  دریافت کننده نشان تاج پادشاهی (۳۱ اوت ۱۹۵۸)[۲۵]
- [ جوهور (ایالت):
  -  نشان درجه یک سلطنتی
- کداح:
  -  نشان سلطنتی
- کلانتان:
  -  نشان خانوادگی سلطنتی "ستاره یونس"
- نگاری سمبیلان:
  - نشان سلطنتی
- پاهانگ:
  -  نشان درجه یک خانوادگی تاج ایندرا پاهانگ
- پراک:
  - نشان خانواده سلطنتی پراک
  -  فرمانده شوالیه تاج دولت پراک
- سلانگور:
  -  نشان درجه یک خانواده سلطنتی سلانگور
- ترنگگانو:
  -  نشان درجه یک خانواده سلطنتی ترنگگانو
- صباح:
  -  نشان فرماندهی (۱۹۷۱)
- ساراواک:
  - فرمانده شوالیه ساراواک

### نشان‌های خارجی
- برونئی: نشان تاج سلطنتی برونئی (۲۴ سپتامبر ۱۹۵۸)
- کامبوج: صلیب بزرگ سلطنتی کامبوج (۲۱ دسامبر ۱۹۶۲)
- مصر: نشان نیل (۱۷ آوریل ۱۹۶۵)
- ژاپن: نشان گل داوودی (۱۵ ژوئن ۱۹۶۴)
- اردن: نشان الحسین بن علی (۲۴ آوریل ۱۹۶۵)
- پاکستان: نشان درجه یک پاکستان (۲۸ دسامبر ۱۹۶۱)
- فیلیپین: نشان سیکاتونا (۱۰ فوریه ۱۹۶۱)
- عربستان سعودی: نشان بدر (۳ آوریل ۱۹۶۵)
- تایلند: صلیب بزرگ (۲۰ ژوئن ۱۹۶۲)
- بریتانیا:
  - مدال تاج گذاری ملکه الیزابت دوم (۲ ژوئن ۱۹۵۳)
  - فرمانده (۱۰ ژوئن ۱۹۴۸) و فرمانده شوالیه (۳۱ مه ۱۹۵۶) نشان سنت مایکل و سنت جورج

### نامگذاری‌ها به نام او
چندین مکان به نام وی نامگذاری شده‌اند، از جمله:
- خیابان سید پوترا، بخشی از بزرگراه فدرال (مسیر) بین ایستگاه راه‌آهن قدیمی کوالالامپور و میدولی مگامال.
- مسجد تونکو سید پوترا در کنگر، پرلیس
- ورزشگاه تونکو سید پوترا در کنگر، پرلیس
- مدرسه پوترا، یک مدرسه ابتدایی در کنگر، پرلیس
- بانگون توانکو سید پوترا در پنانگ
- جامباتان توانکو سید پوترا در کوالا پرلیس، پرلیس
- پرشیاران سید پوترا در کوالالامپور
- کم سید پوترا، یک اردوگاه نظامی در ایپوه، پراک
- جام فوتبال تونکو سید پوترا
- مسابقات بین‌المللی تنیس نوجوانان تونکو سید پوترا